# Salvatore Samperi
Salvatore Samperi (Padua, Itália, 27 de Julho de 1944 - Roma, Itália, 4 de Março de 2009), foi um cineasta italiano.

## Filmografia Parcial
- Grazie, zia (1968)
- Cuore di mamma (1969)
- Uccidete il vitello grasso e arrostitelo (1970)
- Un'anguilla da 300 milioni (1971)
- Beati i ricchi (1972)
- Malizia (1973)
- Peccato veniale (1974)
- La sbandata (1974)  (sem créditos; atribuído a Alfredo Malfatti)
- Scandalo (1976)
- Sturmtruppen (1976)
- Nené (1977)
- Liquirizia (1979)
- Ernesto  (1979)
- Amore in prima classe (1979)
- Casta e pura (1981)
- Sturmtruppen 2 - Tutti al fronte (1982)
- Vai alla grande (1983)
- Fotografando Patrizia (1984)
- La Bonne (1986)
- Malizia 2000 (1991)